# Ahmad Sa'adat
Ahmad Sa'adat (em árabe: احمد سعدات, translit. Ahmad Sa'adat / Ahmed Sadat/Saadat)  é um político palestino e Secretário-Geral da Frente Popular para a Libertação da Palestina (FPLP).

## Posições políticas
Sa'adat é um Marxista, e é o Secretário-Geral da Frente Popular para a Libertação da Palestina (FPLP). No contexto do conflito israelo-palestiniano Sa'adat afirma persistentemente que uma Solução de Um Estado é a única solução possível para o conflito, defende que "[a] solução é a Solução de Um Estado e não a Solução de Dois Estados", disse Saadat: "[n]ão há outros horizontes para qualquer outra solução". Sa'adat defende também que "as forças comunistas no mundo árabe aplicaram os pontos de vista da União Soviética letra a letra e nunca desenvolveram o seu próprio 'caráter' teórico e político".

## Biografia
Saadat assumiu como líder da FPLP em outubro de 2001. Ele sustenta uma posição mais radical dentro da FPLP, defendendo o desmantelamento de Israel como um Estado soberano, rejeitando os Acordos de paz de Oslo e exigindo o direito de retorno para todos os refugiados palestinos e os seus descendentes de todas as partes do anterior Mandato britânico da Palestina.
Ele ficou preso em Jericó pela Autoridade Nacional Palestina (ANP) em 2002. Em março de 2006 as forças israelenses atacaram a cadeia e levaram Sa'adat para  Israel; ele se encontra atualmente sob custódia israelense.
Sa'adat sucedeu Abu Ali Mustafa em seu cargo em 2001, depois que ele foi assassinado por Israel em seu escritório em Ramallah na Cisjordânia.
A FPLP assumiu a responsabilidade pelo assassinato do ministro do Turismo Rehavam Zeevi em 17 de outubro de 2001, pouco tempo após Saadat ter se tornado o novo líder. Sa'adat foi acusado por Israel de ter organizado o assassinato. Ele se refugiu no quartel-general Muqata'a do líder da OLP, Yasser Arafat, que se recusou a entregá-lo a Israel. Por outro lado, Israel se recusou a voltar atrás na sua decisão de prendê-lo.
Após as negociações envolvendo os Estados Unidos da América e o Reino Unido, um acordo foi alcançado entre Israel e a ANP. Israel suspendeu o cerco a Muqata'a e Sa'adat foi preso, levado a julgamento militar e colocado em uma prisão palestina em Jericó, com guardas das forças dos Estados Unidos e do Reino Unido and British para tomar conta de seu cativeiro. Não lhe foi permitido concorrer a cargos políticos, dar entrevistas ou se dirigir ao público, embora estas proibições fossem ocasionalmente contornadas ou ignoradas.
A Suprema Corte Palestina declarou que a prisão de Sa'adat era inconstitucional e ordenou que ele fosse libertado, mas a ANP recusou a obedecer. A Anistia Internacional declarou que isso e o fato dele ter recebido um julgamento injusto, fazia com que sua detenção fosse ilegal e que ele deveria ser acusado de crime, com o processo devido, ou ser libertado.
Em 14 de março de 2006, os Estados Unidos e o Reino Unido retiraram seus observadores da prisão de Jericó onde ele estava sendo mantido. A prisão foi então cercada por tropas israelenses, que alegaram estarem ali para prevenir que Saadat fugisse. Com o cerco, os guardas palestinos deixaram a prisão, mas cerca de duzentos prisioneiros se recusaram a se render.
Após o dia escurecer, as forças militares israelenses capturaram Sa'adat e mais cinco outros prisioneiros e os levaram sob custódia. Após o seu sequestro, ele foi interrogado pelo serviço de segurança interna de Israel (Shabak). Até 16 de março de 2006, não se havia decidido se Sa'adat e os outros suspeitos seriam julgados por um tribunal regular israelense ou um tribunal militar.

## Família
Sa'adat é casado com Abla Saadat, e têm quatro filhos, dois rapazes e duas raparigas.